# Manšeta z obveznicami
Manšete z obveznicami so zadrževalne naprave, zasnovane za uporabo v primerih spolnega suženjstva. V primerjavi z običajnimi lisicami so to široki zadrževalniki za zapestja in gležnje, ki so na splošno narejeni iz usnja, pogosto oblazinjeni z mehkim usnjem ali umetnim krznom. Zapestne manšete se lahko pritrdijo na zapestja in / ali gležnje z zaklepnim mehanizmom, zaponko ali z ježki. Pritrjene so okoli zapestja ali gležnja, manšete pa lahko nato pritrdite drug na drugega ali na drug predmet.
Lahko so opremljeni z nastavki ali zaponkami z obročki D, na katere je lahko pritrjen najlonski jermen, veriga ali drug zadrževalni pas. Pasovi imajo lahko zaklepni mehanizem, ki omogoča zategovanje jermenov.
Manšete z obveznicami so običajno pritrjene na vsako zapestje in gleženj ter drug na drugega in na druge predmete, odvisno od potreb posamezne igre. Za izdelavo lahko uporabimo komplet manšet, za manšeto pa lahko uporabimo tudi par gležnjev skupaj s pasovi širine stegen. Običajno se uporabljajo v povezavi z drugo opremo za suženjstvo, kot so razdelilniki nog.